# Dziubałek lśniący
Dziubałek lśniący (Anthocoris confusus) – gatunek pluskwiaka z podrzędu różnoskrzydłych i rodziny dziubałkowatych. Zamieszkuje większość Palearktyki, a ponadto zawleczony został do Nearktyki. Bytuje na drzewach i krzewach liściastych oraz roślinach zielnych. Jest drapieżnikiem.

## Taksonomia
Gatunek ten opisany został po raz pierwszy w 1884 roku przez Oda Reutera na łamach „Entomologisk Tidskrift”. Jako lokalizację typową wskazano francuskie Wogezy.

## Morfologia

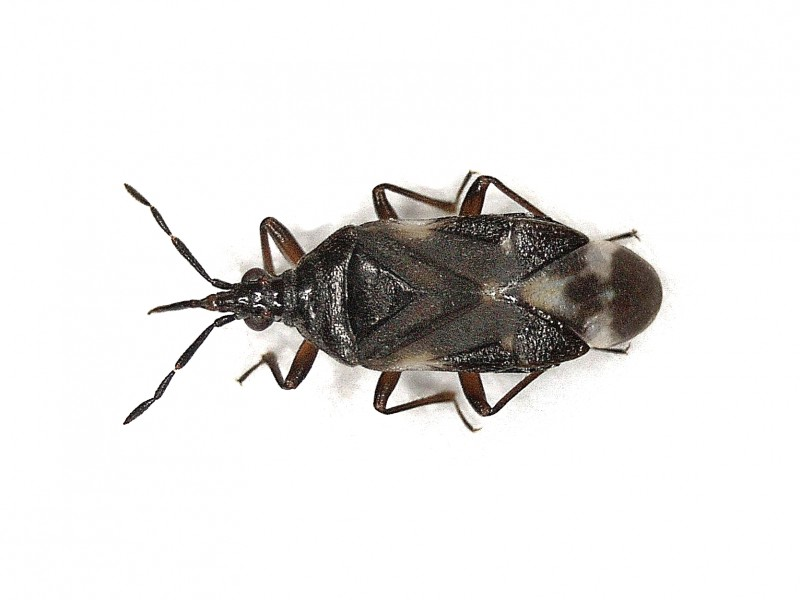
Widok od góry

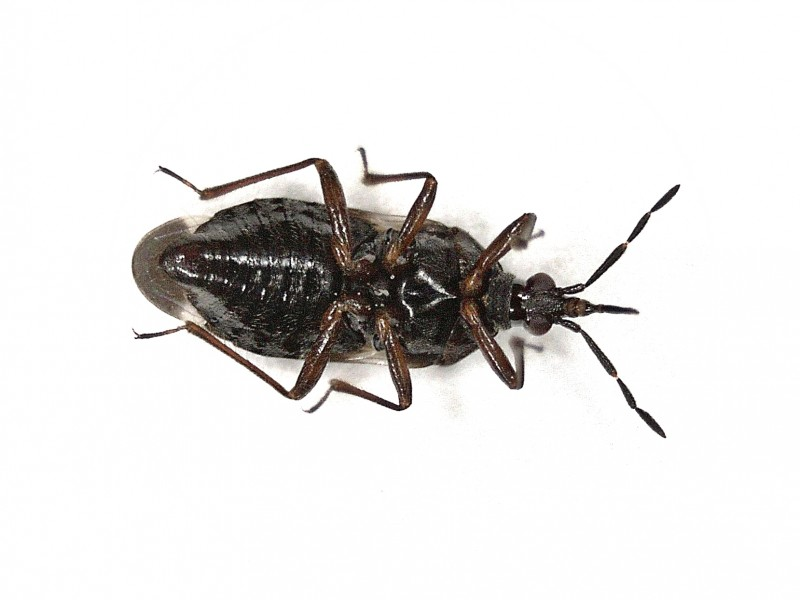
Widok od spodu

Pluskwiak o podługowato-owalnym ciele długości od 3,1 do 4 mm. Głowa jest błyszcząco czarna i ma czułki zbudowane z czterech podobnych szerokością i owłosieniem członów. Długość szczecinek na członach trzecim i czwartym jest mniejsza niż dwukrotność średnicy tych członów. Środek drugiego członu czułków ma rudawy lub brązowy odcień. Trójczłonowa, zakrzywiona kłujka w spoczynku nie sięga poza biodra przedniej pary. Lśniąco czarne, trapezowate przedplecze ma na przedzie obrączkę apikalną w całości wysuniętą przed kąty przednie. Trójkątna tarczka również jest lśniąco czarna. Półpokrywy są matowe z wyjątkiem lśniących zewnętrznej części klinika i egzokorium. Barwa półpokryw jest jaśniejsza niż przodu ciała, brunatna z żółtobrązowym lub jasnobrązowym wzorem oraz z białawymi przepaską poprzeczną i przednią plamką narożną na zakrywce; przepaska czasem jest pośrodku przerwana i wówczas zakrywka ma trzy rozmyte, jasne plamy. Odnóża mają golenie, a rzadziej też uda rudo rozjaśnione. Wszystkie pary odnóży mają trójczłonowe stopy. Odnóża tylnej pary niemal stykają się biodrami. Zatułów ma krawędź tylną trójkątną. Kanaliki wyprowadzające gruczołów zapachowych zatułowia są proste.

## Biologia i ekologia
Owad ten zasiedla lasy, zarośla, parki, ogrody i polany. Bytuje na różnych drzewach i krzewach liściastych, w tym na bukach, dębach, głogach, jesionach, kolonach, lipach, topolach, wiązach i wierzbach. Spotykany jest także na roślinach zielnych.
Zarówno larwy, jak i owady dorosłe są drapieżnikami żerującymi na mszycach, koliszkach, roztoczach oraz innych małych owadach, ich larwach i jajach.
Stadium zimującym są osobniki dorosłe, przy czym większość samców ginie w trakcie zimy, a do wiosny dożywają głównie zaplemnione samice. Miejscem hibernacji jest najczęściej luźna lub łuskowata kora takich drzew jak platany, kasztanowce, grusze czy klony. Na wiosnę dojrzewają jajniki samic i w maju rozpoczyna się składanie jaj. Wciskane są one głęboko w tkanki żyłek i szypułek liści. Nowe pokolenie osobników dorosłych obserwuje się od lipca. Część z nich dojrzewa od razu i przystępuje do kopulacji, dzięki czemu w tym samym roku pojawia się częściowe drugie pokolenie. Osobniki dorosłe drugiego pokolenia obserwuje się od września. Większa część pierwszego pokolenia dojrzewa jednak dopiero następnego roku wraz z osobnikami pokolenia drugiego.

## Rozprzestrzenienie
Gatunek pierwotnie palearktyczny. W Europie znany jest z Hiszpanii, Andory, Irlandii, Wielkiej Brytanii, Francji, Belgii, Holandii, Luksemburga, Niemiec, Szwajcarii, Austrii, Włoch, Danii, Szwecji, Norwegii, Finlandii, Estonii, Łotwy, Litwy, Polski, Czech, Słowacji, Węgier, Białorusi, Ukrainy, Mołdawii, Słowenii, Chorwacji, Bośni i Hercegowiny, Serbii, Czarnogóry, Rumunii, Bułgarii oraz europejskiej części Rosji. W Afryce Północnej notowany jest z Tunezji. W Azji podawany jest z syberyjskiej i dalekowschodniej części Rosji, Izraela, Turcji, Gruzji, Armenii, Azerbejdżanu, Kazachstanu, Turkmenistanu, Iranu, Mongolii, Chin i Japonii. Ponadto zawleczony został do Ameryki Północnej, gdzie występuje na terenie Kanady i Stanów Zjednoczonych.